# ینگه ملک
ینگه ملکروستایی است از توابع شهرستان کمیجان در استان مرکزی. این روستا در دهستان خسروبیگ این شهرستان قرار دارد .

## مشخصات منطقه ای
روستای ینگه ملک طبق تقسیمات اخیر کشوری، ازتوابع دهستان خسروبیگ شهرستان کمیجان می‌باشد. این روستا بامختصات جغرافیایی ۴۹ درجه و ۳۴ دقیقه طول شرقی و ۵۷ درجه و ۴۳ دقیقه عرض شمالی در شمال غربی استان مرکزی قراردارد.فاصله روستای ینگه ملک تا مرکز شهرستان 5 کیلومتر می‌باشد .

## جمعیت
طبق سرشماری مرکز آمار ایران، جمعیت ینگه ملک در سال ۱۳۸۵ برابر با ۵۴۸ نفر بوده‌است. این روستا ۱۱۷ خانوار دارد. 